# Sondra Bianca
Pour les articles homonymes, voir Bianca.
Sondra Bianca est une pianiste américaine née à Brooklyn (New York) le 17 novembre 1930. 

## Biographie
Elle étudie d'abord avec sa mère, puis avec Frank Sheridan pour le piano à la Mannes Music School et Isabelle Vengerova (1877–1956) au Curtis Institue of Music. 
Ses débuts ont lieu au Carnegie Hall de New York, le 1er novembre 1941 avec le New York Philharmonic. 
Son répertoire est étendu et elle a enregistré de nombreux disques microsillon pour La Guilde du Disque ou MGM Records et ce, notamment avec les chefs comme Hans-Jürgen Walther ou Jean Martinon.

## Discographie
- Arensky, Six morceaux pour enfants (Music Minus One Piano Music MMO-406)
- Chopin, Fantaisie Impromptu
- Chopin, Valses (Guilde Internationale du Disque, LP)
- Debussy, Clair de lune
- Field, Concerto pour piano n° 1 & Nocturnes n° 1, 2, 4, 5, 12 - Hambourg PO. Dir. J. Randolph Jones, 1957 (CD Naxos 9.80280)
- Gershwin, Concerto en Fa - Orchestre de la Radio de Hambourg, Dir. Carl-Anton Bunte
- Gershwin, Rhapsodie in blue - Hambourg PO. dir. Hans-Jürgen Walther (Vega 30MT10148, LP)
- Gershwin, Variations sur "I Got Rhythm" - New Symphony Society Orchestra, Dir. Walter Goehr
- Grieg, Concerto pour piano en la mineur, Orchestre de la Radio de Hambourg, Dir. Hans-Jürgen Walther (Parlophone PMCI034[1])
- Liszt, Concerto pour piano n° 1 - Orchestre des Concerts Lamoureux, dir. Jean Martinon
- Liszt, Rhapsodie Hongroise n° 14, Dir. Carl Bamberger (Guilde Internationale du Disque, LP)
- Massenet, Concerto pour piano en mi bémol - Hambourg PO. dir. Hans-Jurgen Walther (MGM E3178, LP)
- Mozart, Concerto pour piano n° 11 & 20 - Pro Musica Orchestra Hambourg, Dir. Hans-Jürgen Walther (MGM E 3564, LP)
- Saint-Saëns, Le Carnaval des animaux, avec Herbert Drechsel, piano, Hambourg Bach O. Dir. Robert Stehli (World Records SC.33, LP)
- Schumann, Carnaval op. 9 (World Records SC.33, LP)
- Schumann, Concerto pour piano en la mineur, Introduction & Allegro en sol, Konzertstücke en ré mineur - Hambourg PO. Dir. Arthur Weinberg (ou Winograd)
- Tchaikovsky, Concerto pour piano n° 1, Orchestre de la Radio de Hambourg, dir. Hans-Jürgen Walther (Parlophone PMC 1034[1] / Volaris "Grands Musiciens", LP)
- Tchaikovsky, Concerto pour piano n° 1, "Orchestra of the concerts of Paris"[2] Dir. Carl Bamberger (Columbia/Harmony HL7204, LP)
- Warschauer Konzert, Swedish Rhapsody & Dream Of Olwen (MGM Records 63 006, LP)